# Ашникко
Ашникко (англ. Ashnikko, имя при рождении — Эштон Николь Кейси (англ. Ashton Nicole Casey); род. 19 февраля 1996 года в Ок-Ридж, округ Гилфорд, Северная Каролина, США) — американская певица, автор песен и модель. Обрела большую популярность благодаря своему синглу «Stupid» (совм. с Yung Baby Tate), который стал вирусным на платформе TikTok.

## Ранняя жизнь
Кейси родилась 19 февраля 1996 года в Ок-Ридже (Северная Каролина) и выросла в городе Гринсборо (Северная Каролина), где родители познакомили девушку с кантри-музыкой и со Slipknot. Она помнит, как начала интересоваться музыкой, в частности рэпом и хип-хопом. Также она вспоминает, как первый раз послушала Arular от M.I.A. в возрасте десяти лет и говорит, что не слушала мужчин-музыкантов до 16 лет.
В подростковом возрасте её семья переехала в Эстонию на учёбу отца, и проведя там год, её семья переехала в Ригу. Кейси заявила, что была единственной американкой в Латвии, которая училась в Государственной Средней школе.
К восемнадцати годам Кейси самостоятельно переехала в Лондон, Великобритания.

## Музыкальная карьера

### 2016-2019: Начало карьеры иHi, It's Me
Дебютная песня Ашникко «Krokodil» была спродюсирована Рафом Райли и загружена на SoundCloud в июле 2016 года.
В 2017 году Эштон Николь Кейси, состоя в лейбле Digital Picnic Records, выпустила свой первый мини-альбом Sass Pancakes, а уже в 2018 году девушка выпускает свой второй мини-альбом под названием Unlikable. Июнь 2019 года для певицы стал довольно удачным. Выпустив свой третий мини-альбом HI, it’s Me!, Ашникко прославилась хитом Stupid.
Мини-альбом предшествовал рекламный сингл «Special» и был запущен вместе с заглавным треком мини-альбома и лидсинглом «Hi, It’s Me». Второй официальный сингл, «Stupid» с участием Yung Baby Tate, приобрёл вирусную популярность на платформе TikTok. Песня достигла первого места в чартах Billboard Bubbling Under Hot 100 и Bubbling Under R&B/Hip-Hop и в чарте Spotify Viral 50. «Stupid» также получил золотую сертификацию в США в августе 2020 года, а также в Канаде. Ещё одна песня из мини-альбома, «Working Bitch», также обрела популярность на TikTok.
В октябре 2019 года Ашникко отправилась в североамериканский тур в поддержку американского рэпера Дэнни Брауна. В том же месяце того же года Ашникко выпустила рекламный сингл «Halloweenie II: Pumpkin Spice» и выступила в качестве гостевого исполнителя на дебютном альбоме Брук Кэнди Sexorcism.

### 2020—настоящее время: Успех певицы иDemidevil
Ашникко является соавтором популярной песни «Boss Bitch» американской рэперши Doja Cat. Она была использована в качестве саундтрека к фильму «Хищные птицы: Потрясающая история Харли Квинн». До пандемии COVID-19 Эштон должна была сопровождать Doja Cat в туре в поддержку альбома Hot Pink по США в марте 2020 года, но он был отменён. В этом же месяце Ашникко выпустила сингл «Tantrum», позже она исполнила его в прямом эфире в рамках мероприятия Digital Fader Fort Fader.
Сингл «Cry» при участии канадской певицы Граймс был выпущен в июне 2020 года вместе с анимационным музыкальным клипом. Клип на песню был номинирован на премию «Лучшее поп-видео — Великобритания» на церемонии вручения премии UK Music Video Awards 2020.
В июле 2020 года, была выпущена песня «Daisy», а музыкальное видео на сингл было выпущено месяцем позже. «Daisy» стала хитом и находилась в международных чартах в таких странах, как Австралия, Бельгия и Великобритания. Она достигла пика 24-го места в британском чарте синглов.
Третья хэллоуинская песня от Ашникко, «Halloweenie III: Seven Days», была выпущена в октябре 2020 года. Она номинирована на лучшее Push-исполнение на MTV Europe Music Awards 2020 года.
«Cry» и «Daisy» являются синглами с дебютного микстейпа Эштон, Demidevil, который был выпущен 15 января 2021 года.
В сентябре 2021 года, Ашникко выступила на нескольких музыкальных фестивалях, где она и презентовала трек «Maggots», вышедший 29 сентября вместе с треком «Panic Attacks in Paradise».
22 октября 2021 года, Ашникко выпускает четвёртый хеллоуинский сингл «Halloweenie IV: Innards». Чуть позже выходит видео на этот трек на её ютуб-канале.

## Дискография
Микстейпы
- Demidevil (2021)

## Награды и номинации
| Награда                | Год  | Категория                                   | Кандидат/работа                                    | Результат | Прим.  |
| ---------------------- | ---- | ------------------------------------------- | -------------------------------------------------- | --------- | ------ |
| MTV Europe Music Award | 2020 | Best Push Act                               | Ашникко                                            | Номинация | [ 34 ] |
| UK Music Video Awards  | 2019 | Best Pop Video — Newcomer                   | «Hi, It’s Me»                                      | Победа    | [ 35 ] |
| UK Music Video Awards  | 2020 | Best Pop Video — Newcomer                   | «Drunk With My Friends»                            | Номинация | [ 36 ] |
| UK Music Video Awards  | 2020 | Best Pop Video — UK                         | «Cry»                                              | Номинация | [ 36 ] |
| Music Week Awards      | 2021 | Music & Brand Partnership                   | Ашникко и Beats Electronics                        | Победа    | [ 37 ] |
| Shorty Awards          | 2021 | Best Influencer & Celebrity TikTok Campaign | #BeatsDaisyChallenge (Ашникко и Beats Electronics) | Номинация | [ 38 ] |